# Iego
Az Iego (=iego) a Csillagok háborúja elképzelt univerzumának egyik bolygója. 
A bolygót az utazók legendái szerint angyalok lakják. Rejtett helyzete miatt egyetlen csillagtérképen sem szerepel, a tudományos közösség sokáig legendának tartotta a létezését.
Ha ritkán előfordult, hogy látogatói visszatértek, hogy elmondhassák, mit láttak, a bolygó pontos pozícióját az űrben nem tudták megadni, sem azt, hogy hány hold kering körülötte. A bolygó utáni kutatás egyik eredménye az Extrictarium Nebula felfedezése, valamint az, hogy az Iego nem csillag körül kering (ahogy más bolygók esetén megszokott), mert nincs központi csillaga. Ehelyett a bolygó a csillagköd belsejében mozog.

## Leírása
A bolygó átmérője mindössze 2730 km. Érdekes módon mégis elegendően erős gravitációs mezővel rendelkezik ahhoz, hogy felszínén a galaktikus átlag körüli legyen a gravitáció, továbbá, hogy 42 hold keringjen tartósan körülötte.
Elmondások szerint az Iego a csillaghajókat nagy távolságból (több fényév távolságból is), megmagyarázhatatlan módon magához vonzza. Sok xenoarcheológus egyetért abban, hogy ez inkább a diathimok hatalma miatt van, és nem a bolygó miatt.
Azt is beszélték, hogy akik eltűntek a bolygó felszínén, azok nem éreznek éhséget, dühöt és örökké élnek (annak ellenére, hogy a bolygón nincsenek szemmel látható természeti erőforrások).

## Élővilága
Vizsgálatokkal megállapították, hogy az „angyalok” egy értelmes faj, a diathim lehet, akik valójában nem is a bolygón, hanem a körülötte keringő egyik holdon, a Millius Prime-on élnek. Rajtuk kívül a bolygón él még egy faj, a maelibi, akik a felszín alatt élnek. Ha az előbbi „angyalok”-ra hasonlít, akkor az utóbbi inkább „ördögök”-re, bár a maelibik állítólag olyan szépen énekelnek, hogy aki hallja őket, az teljesen a hatása alá kerül.
Amikor egy csillaghajó a bolygó körüli pályára kíván állni, a diathimok, akik repülő lények, köréje gyűlnek, és annyira elbűvölik szépségükkel a pilótákat, hogy a hajó az Iego sziklás felszínére zuhan.

## Történelme
|  | Alább a cselekmény részletei következnek! |

Hihetetlen legenda, hogy azok, akik a Nagy Sith Háború alatt a felszínére kerültek, ezer évvel később még mindig életben vannak (erre semmiféle bizonyíték nem került elő).
Anakin Skywalker ellátogatott a bolygóra a Klónháborúk korai szakaszában, és elhozta onnan a reeksa szőlő mintáit, amiből a Kék Árnyék Vírus („Blue Shadow Virus”) nevű betegség elleni szert tudtak kidolgozni.

## Megjelenése

### A filmekben
Egyik filmben sem jelenik meg. A Baljós árnyakban a gyermek Anakin Skywalker, amikor először találkozik Padmé Amidalával, ezt kérdezi tőle: 
„Ugye te angyal vagy? Hallottam azoktól, akik a messzi űrben utaznak, amikor róluk beszéltek. Ők a legszebb lények az univerzumban. Az Iego holdjain élnek, azt hiszem.”

### Tévésorozatokban
A klónok háborúja: Az ezer hold rejtélye (Mystery of a thousand moons) epizód (I. évad 18.).

### Videojátékokban
Droids Over Iego (flash alapú játék a starwars.com oldalon) (2009)

### Szerepjátékokban
Star Wars: The Role-Playing Game (2000, 2002)

### Képregényekben
- The Clone Wars: Hunting the Hunters (Part III)
- Star Wars: Legacy: Loyalties (első megjelenés)

### Könyvekben
- Terry Brooks, George Lucas: The Phantom Menace (1999). ISBN 0-345-43411-0

## Háttérinformációk
Nem nehéz felfedezni a nagyfokú hasonlóságot az Iego lakói és az Odüsszeia szirénjei között, akik énekükkel elcsábították a hajósokat, akik nem ügyeltek többé a hajójukra, az a szikláknak csapódott, ők pedig a tengerbe vesztek.

## Fordítás
- Ez a szócikk részben vagy egészben  az   Iego című angol Wikipédia-szócikk fordításán alapul.  Az eredeti cikk szerkesztőit annak laptörténete sorolja fel. Ez a jelzés csupán a megfogalmazás eredetét és a szerzői jogokat jelzi, nem szolgál a cikkben szereplő információk forrásmegjelöléseként.